# Magazyn Miłośników Matematyki
Magazyn Miłośników Matematyki (MMM) – polski kwartalnik poświęcony tematyce matematycznej, adresowany do młodzieży o zainteresowaniach ścisłych oraz do wszystkich fanów matematyki i łamigłówek logicznych. Wydawcą był Wydział Matematyki i Informatyki Uniwersytetu Wrocławskiego, a redaktorką naczelną Małgorzata Mikołajczyk. 
Czasopismo ukazywało się w latach 2002–2010. Zajmowało się m.in. przystępnym przedstawianiem różnych zagadnień związanych z matematyką i jej zastosowaniami (np.: w fizyce, astronomii, lingwistyce), opisywaniem ważnych wydarzeń bieżących i historycznych z matematyki, prezentacją konkursów matematycznych (międzynarodowych, ogólnopolskich, regionalnych i lokalnych), interesujących postaci, a także anegdot i ciekawostek. Pismo prowadziło własny konkurs zadaniowy „Łamanie głowy, czyli burza w mózgu”. Każdy numer zawierał zadania do samodzielnego rozwiązania, z rozwiązaniami z numerze bieżącym lub następnym. 

## Zawartość merytoryczna
W MMM były następujące działy:
- Matematyczne zmagania – prezentacja różnego rodzaju konkursów matematycznych.
- Z życia liczb – artykuły i ciekawostki z arytmetyki, teorii liczb i algebry.
- Etiudy geometryczne – artykuły i ciekawostki z geometrii i topologii.
- Matematyka od podstaw – zagadnienia z podstaw matematyki, logiki i teorii zbiorów.
- Matematyka i życie – artykuły opisujące różne aspekty matematyki wykorzystywanej w życiu codziennym i innych dziedzinach nauki.
- Z matematycznego lamusa – informacje z historii matematyki, ciekawostki o matematykach i ich odkryciach.
- Nauczmy się dziwić – opisy zaskakujących twierdzeń i obiektów matematycznych o niezwykłych właściwościach.
- Gry, w które gramy – opisy ciekawych gier i łamigłówek.
- Samouczek zadaniowy – artykuły, pokazujące jak krok po kroku rozwiązać przedstawiony problem.
- Zrób sobie bryłkę – dział dla modelarzy, przedstawiający opis wykonania modeli różnych wielościanów w technice kartonowej lub origami. Zawiera siatki i szablony do wykorzystania.
- Łamanie głowy, czyli burza mózgu – zestaw piętnastu zadań (są to m.in. łamigłówki, zagadki lateralne, rebusy matematyczne oraz zadania związane z artykułami publikowanymi w danym numerze). Czytelnik może wysłać do redakcji dowolną liczbę rozwiązanych zadań. Za każde poprawnie rozwiązane otrzymuje po jednym punkcie, które są sumowane z tymi zdobytymi we wcześniejszych numerach. Po osiągnięciu wyznaczonego poziomu, nadawane są symboliczne tytuły oraz przyznawane pamiątkowe dyplomy i odznaki.

Regularnie pojawiały się też działy: 
- 5-10-15-20, czyli sztafeta pokoleń – serie zadań o wspólnej tematyce i rosnącym stopniu trudności dla całej rodziny.
- Z notatnika starego belfra – często kontrowersyjne felietony o nauczaniu matematyki.
- Między nami szperaczami – prezentacja ciekawych stron internetowych, recenzje książek, wypowiedzi czytelników.
- Matematyczne wycieczki – opisy ciekawych z matematycznego punktu widzenia zakątków świata, obiektów przyrodniczych, architektonicznych i muzeów.
- Donosy –  informacje o tym, co ważnego lub zaskakującego wydarzyło się w matematyce dawniej i dziś.
- Nasi górą – informacje o sukcesach Polaków w konkursach naukowych, turniejach łamigłówek, badaniach.

## Tytuły
- Ekspert łamania głowy (33 punkty) – ogłaszane w piśmie
- Mistrz łamania głowy (po trzykrotnym zdobyciu poprzedniego tytułu) – numerowany dyplom
- Arcymistrz łamania głowy (po trzykrotnym zdobyciu poprzedniego tytułu) – numerowana odznaka